# Tour de Chimie
La tour de Chimie est une tour située dans le quartier de l'Esplanade à Strasbourg, elle est l'un des symboles forts du campus central de l'université de Strasbourg. Achevée en 1963, elle s'élève à 73,6 Mètres et comporte un sous sols, un rez-de-chaussée et 17 étages dont 4 sont accessibles au public.
La tour est toujours occupée par la faculté de chimie. En 1999 un projet voulut convertir cette tour en « tour du multimédia », mais cette idée est abandonnée en 2008. Un des aspects compliquant l’exploitation du site est sa qualification en immeuble de grande hauteur, c’est pour cela que la plupart des activités dangereuses ont été déplacées dans d’autres bâtiments.
L'ordre des architectes d'Alsace a demandé son classement comme monument historique.
Beaucoup d'étages sont inoccupés depuis le départ de l’École de chimie en 1998. Au cours de l'année 2015 plusieurs laboratoires ont quitté la tour afin de s'établir en face à l'Institut Le Bel. 
À terme, la tour devrait fermer ses portes, mais à l'heure actuelle il n'y a pas de projets concrets concernant son avenir.